# L'Amour humain
Pour plus de détails, voir Fiche technique et Distribution.
L'Amour humain est un film québécois de Denis Héroux sorti en 1970.

## Synopsis
Un jeune vicaire qui doute de sa vocation rencontre une jeune religieuse attirée par la vie. Ils défroquent et se marient. Mais ils doivent apprendre à s'aimer au-delà de la culpabilité et des tourments.